# پانیپیتیا
پانیپیتیا (به لاتین: Pannipitiya) یک منطقهٔ مسکونی در سری‌لانکا است.